# Volksbank Stendal
Die Volksbank Stendal eG ist eine deutsche Genossenschaftsbank mit Sitz in der sachsen-anhaltischen Hansestadt Stendal im Landkreis Stendal.

## Geschichte
Die Gründung der heutigen Volksbank Stendal eG erfolgte durch die Initiative von 28 Gründungsmitgliedern am 17. August 1861 als Vorschuß-Verein zu Stendal eGmuH.
Aufgrund von Meinungsverschiedenheiten gründeten ehemalige Mitglieder im Jahr 1869 parallel am Standort Stendal den Credit- und Sparverein eGmuH, welcher 1907 unter Kreditverein zu Stendal eGmbH firmierte. 1924 schloss sich dieser mit der Urgenossenschaft zusammen. Der Firmenname der Genossenschaft lautete dann Vereinsbank Stendal eGmbH.
Ab 1941 wurde als Volksbank Stendal eGmbH firmiert. 1946 erfolgte die Umbenennung in Bank für Handwerk und Gewerbe eGmbH. Im Jahr 1949 wurde der Name in Landwirtschafts- und Gewerbebank eGmbH geändert. 1951 erfolgte eine weitere Namensänderung in Bank für Handwerk und Gewerbe eGmbH. Ab 1970 lautete der Firmenname Genossenschaftsbank für Handwerk und Gewerbe, welcher 1974 in Genossenschaftskasse für Handwerk und Gewerbe der DDR geändert wurde. Seit 1990 wird unter Volksbank Stendal eG firmiert.

Seit Bestehen der Genossenschaft wurden zahlreiche Verschmelzungen mit anderen regionalen Genossenschaften durchgeführt. Die letzte Fusion erfolgte im Jahr 1996 mit der Raiffeisenbank Tangerhütte eG mit dem Sitz in Tangerhütte. Im Jahr 1993 erfolgte zuvor die Fusion mit der Raiffeisenbank Stendal eG mit dem Sitz in Stendal. Die weiteren Fusionen können dem hier abgebildeten Stammbaum der Volksbank Stendal eG entnommen werden.

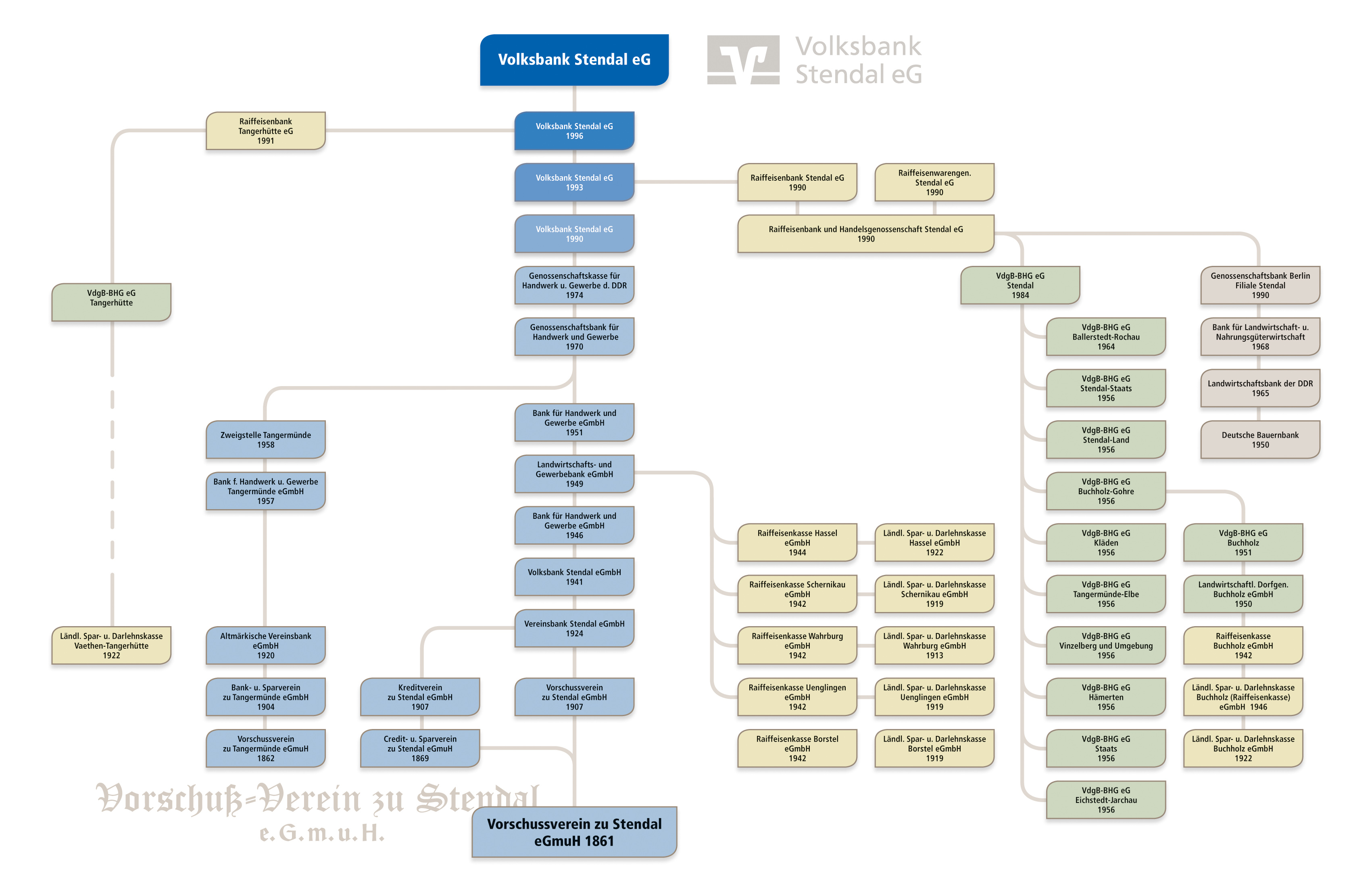
Stammbaum der Volksbank Stendal eG

## Rechtsverhältnisse
Die Volksbank Stendal eG ist im Genossenschaftsregister beim Amtsgericht Stendal unter GnR 23 eingetragen.

## Organisationsstruktur
Rechtsgrundlagen sind das Genossenschaftsgesetz und die durch die Vertreterversammlung beschlossene Satzung. Organe der Bank sind der Vorstand, der Aufsichtsrat und die Vertreterversammlung.
Der Vorstand der Volksbank Stendal eG besteht aus zwei Mitgliedern, die vom Aufsichtsrat bestellt werden. Sie leiten die Bank eigenverantwortlich, vertreten sie nach außen und führen die Geschäfte. Der Vorstand ist dem Aufsichtsrat und den Mitgliedern der Bank zur Rechenschaft verpflichtet. Der Aufsichtsrat wird von der Vertreterversammlung gewählt. Er überwacht die Geschäftsführung des Vorstandes im Sinne der Satzung und der geltenden Vorschriften und Gesetze. Aktuell besteht der Aufsichtsrat aus sechs Mitgliedern. Die Rechte der Mitglieder in den Angelegenheiten der Genossenschaft wird von Vertretern der Mitglieder in der Vertreterversammlung ausgeübt. Die Vertreter werden alle vier Jahre aus den Reihen der Mitglieder gewählt. Aktuell besteht die Vertreterversammlung aus 145 Vertretern.

## Sicherungseinrichtung
Die Volksbank Stendal eG ist der amtlich anerkannten Sicherungseinrichtung des Bundesverbandes der Deutschen Volksbanken und Raiffeisenbanken GmbH und der zusätzlichen freiwilligen Sicherungseinrichtung des Bundesverbandes der Deutschen Volksbanken und Raiffeisenbanken e.V. angeschlossen.

## Geschäftsausrichtung
Die Volksbank Stendal eG betreibt das Universalbankgeschäft. Sie ist ein lokal verankertes und überregional vernetztes Kreditinstitut in der Rechtsform der Genossenschaft und gehört der Genossenschaftlichen FinanzGruppe an. Neben der Abwicklung des Zahlungsverkehrs betreibt die regionale Bank das Geschäft mit Privatkunden und Firmenkunden. Zu den Schwerpunkten des Privatkundengeschäftes zählen die Themen Konto und Karte, Geldanlage, Fondsgeschäft, Depotgeschäft, Konsumfinanzierung, Immobilienfinanzierung, Altersversorgung und Absicherung. Das Firmenkundengeschäft ist in Oberer Mittelstand, Mittelstand, Gewerbe und Geschäftskunden aufgeteilt. In diesem Bereich sind die Schwerpunkte Zahlungsverkehr und Konto, Kontokorrentfinanzierung und Investitionsdarlehen. Die Kerngeschäftsfelder sind das Firmenkundengeschäft, das Privatkundengeschäft sowie das Private Banking. Weiterhin agiert die Bank als Partner zahlreicher Finanzierungsmakler mit Schwerpunkt in den neuen Bundesländern.
Neben der wirtschaftlichen Förderung und Betreuung der Mitglieder betreibt die Volksbank Stendal eG auch Bankgeschäfte mit Nicht-Mitgliedern. Im Verbundgeschäft arbeitet sie mit der DZ Bank, R+V Versicherung, DZ Privatbank, Bausparkasse Schwäbisch Hall, Münchener Hypothekenbank, Teambank, VR Smart Finanz, DZ Hyp und der Union Investment zusammen.

## Nachhaltigkeitsleitbild
Die Volksbank Stendal eG verfolgt nach eigenen Angaben das Nachhaltigkeitsleitbild der genossenschaftlichen Finanzgruppe: Nachhaltig wirtschaften für Menschen, Umwelt und Regionen.

## Geschäftsgebiet
Das Geschäftsgebiet liegt innerhalb des Landkreises Stendal.
An diesen Orten betreibt die Bank Filialen:
- Stendal (Hauptstelle, jur. Sitz)
- Tangermünde (Geschäftsstelle)
- Tangerhütte (Geschäftsstelle)

Weiterhin werden sechs reine Selbstbedienungsstandorte betrieben.

### Tochterunternehmen
- Immobilien Service der Volksbank Stendal GmbH
- Immobilienverwaltungsgesellschaft Stendal GmbH & Co KG
- Birkenhagen 11 GmbH & Co. KG Bau- und Vertriebsgesellschaft
- Grundstücksverwaltungs-GmbH der Volksbank Stendal